# Korvakala, Raichur
Korvakala là một làng thuộc tehsil Raichur, huyện Raichur, bang Karnataka, Ấn Độ.